# 大渋滞 (ドクター・フーのエピソード)
「大渋滞」（だいじゅうたい、原題: "Gridlock"）は、イギリスの長寿SFドラマ『ドクター・フー』第3シリーズ第3話。2007年4月14日に BBC Oneで放送され、脚本はラッセル・T・デイヴィスが、監督はチャールズ・パルマーが担当した。
「大渋滞」は第1シリーズ「地球最後の日」と第2シリーズ「新地球」からなる緩やかな三部作の締め括りのエピソードであり、第3シリーズの一連の物語のヒントを含んでいる。「大渋滞」は2006年9月から10月にかけて制作され、撮影にはスタジオで大量のCGIが用いられた。カーディフでもロケが行われ、特筆すべきロケ地は Temple of Peace である。「大渋滞」のイギリスでの視聴者数は841万人で、批評家からも一般に肯定的な評価を受けた。
なお邦題「大渋滞」は2012年1月7日にLaLa TV で放送された際のものであり、Huluでは「グリドロック」という別邦題で配信されている。

## 制作

### 脚本
「大渋滞」は第1シリーズの「地球最後の日」と第2シリーズの「新地球」からなる三部作の三番目のエピソードである。ノーヴィス・ヘイムと、ムードパッチに見られる緑色の三日月マークは「新地球」にも登場していた。筆頭ライターかつエグゼクティブ・プロデューサーであるラッセル・T・デイヴィスは、各年で同じ世界を訪れて、『ドクター・フー』の方式では難しい連続性を維持することを望んだ。プロデューサーのフィル・コリンソンは、時事問題を書くというデイヴィスの傾向が「大渋滞」に現れていると主張した。本作は暗いディストピアの未来の設定であるが、一般的な交通渋滞の風刺でもある。物語は暗いが、ドクターが文字通りに空を開いて光を入れることで場を変える様をデイヴィスは示した。また、デイヴィスは讃美歌を使用して高速道路のメンバーに希望と団結をもたらした。高速道路の人間たちは『丘に立てる荒削りの』を歌い、さらに終盤では『日暮れて四方は暗く』が流れた。また、このエピソードではマーサに対するドクターの愛着が増している様が描かれた。彼は彼女に嘘をついてニュー・ニューヨークに連れて行ったことに罪悪感を覚え、彼女が連れ去られた際には寂しさを抱いていることに気付いた。
デイヴィスは、ニュー・ニューヨークが多くの面でコミック『2000 AD』の Mega-City One をベースにしているとコメントしており、具体的には『Judge Dredd』のマックス・ノーマルのビジネスマンの外見が例に出された。ナンバリングされたムードパッチは、ギャレス・ロバーツによる9代目ドクターの小説『Only Human』のムードコントーラーのナンバーに対応しており、デイヴィスはこれにインスパイアされたことを述べた。女性リポーターのサリー・カリプソはコミック『The Ballad of Halo Jones』へのオマージュであり、これにはスイフティ・フリスコという登場人物が登場した。また、オンラインコメンタリーで、デイヴィスはブラニガンの外見が1990年代初頭のCBBCの番組『Live & Kicking』のバーチャルプレゼンターのCGの猫 "Ratz" を元にしていることを指摘した。エピソード冒頭のMAとPAは絵画『アメリカン・ゴシック』の農夫婦に基づき、どちらも特徴的な髪形・眼鏡・服装をしている。アリス・カッシーニとメイ・カッシーニは、『ドクター・フー』に登場した初めての同性婚夫婦である。

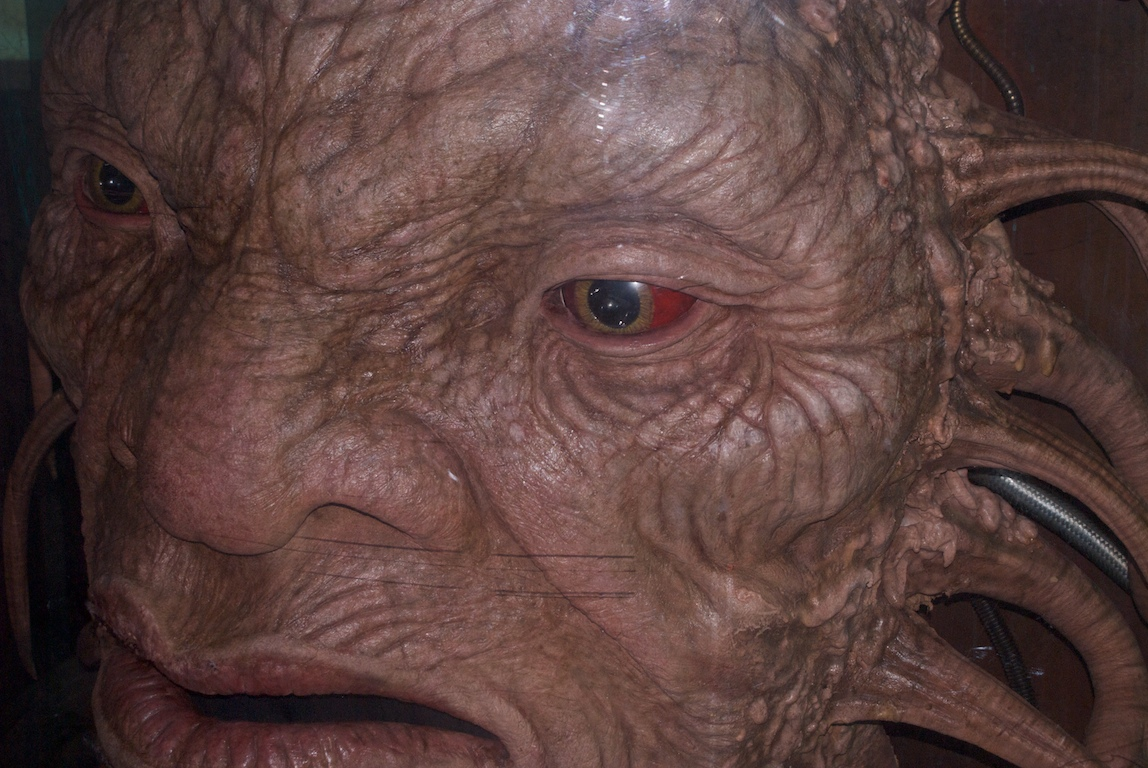
フェイス・オブ・ボー

本作では、2代目ドクターの「The Macra Terror」（1967年）に登場した巨大なカニ型の種族マクラが再登場した。「大渋滞」では、彼らは以前の知的生命体だった状態から変貌していた。デイヴィスは失われたエピソードのモンスターを40年後に再登場させることは気の利いたことだと考えた。また、「大渋滞」は「新地球」でフェイス・オブ・ボーがドクターに話すと約束した"大いなる秘密"──「君は一人ではない」(You are not alone.) を明かし、これが第3シリーズの一連の物語の手がかりとなる。フェイス・オブ・ボーはカサンドラと同じく当初「新地球」で死亡する予定であったが、それは延期された。ボーの最期の言葉の意味は第3シリーズの「ユートピア」で明かされ、「ラスト・オブ・タイムロード」でフェイス・オブ・ボーの正体がキャプテン・ジャック・ハークネスである可能性が示唆された。

### 撮影
本エピソードはこれまでの『ドクター・フー』で最も大量かつ複雑なCGIを使用したエピソードである。高速道路は1台の車のセットを除いて全てCGIで制作され、"CGIの世界"の最初のエピソードであるとされた。The MillのVFXプロデューサーであるウィル・コーヘンは、ニュー・ニューヨークの外観には映画『ブレードランナー』『フィフス・エレメント』『スター・ウォーズ』（特に惑星コルサント）が影響したとラジオ・タイムズで明かした。
エピソードの大部分、特に車の内装のシーンは Upper Boat Studios で完成された。このため、1台のみの車のセットが使われ、劇中のそれぞれの車用に改装された。車は居住者の生活感が出るよう、未来的でよく知られた家具が置かれた。ブラニガンとバレリーの子どもは本物の子猫が演じ、監督は困難であった。制作チームは1辺 6 ft (1.8 m) の車内で4日間撮影し、使えるカメラアングルが少なく、小道具や照明の調整ができるのもクルー一人だけであったため、デイヴィスはこれを悪夢と呼んだ。さらに、車の周りで煙が発生したため、CGIの車から出たCGIの煙とそれが混ざることとなった。閉所恐怖症を感じた演者に合わせてセットは拡張された。ドクターが車から車へ飛び移るシーンのために車の下側が製作され、可能な限り多くのアングルから撮影するためにグリーンスクリーンを背景にして下の車の上部から10 - 15フィートの高さに吊り下げられた。カーディフの Temple of Peace は Darkened Temple のためのロケ地で、ニュースレポーターのサリー・カリプソのテレビスタジオにも使用された。制作チームは2006年9月18日から19日まで、そこでの撮影に2日を費やした。制作チームは壁を濡らすことに苦労し、人工の雨はある種の撮影では難しいことが分かった。

## あらすじ
2005年のエピソード「地球最後の日」での地球の破滅の後に人類が移住した、50億年未来の惑星新地球を舞台とする。本作では異星人のタイムトラベラーである10代目ドクターとコンパニオンのマーサ・ジョーンズが、ニュー・ニューヨークの地下高速道路システムの永久的な渋滞の中で暮らしている人間がいること発見する。マーサはファストレーンを目指す二人組に誘拐され、ドクターは彼女を見つけるため追って高速道路に入る。

## 放送
「大渋滞」は BBC One にて、マンチェスター・ユナイテッドFCとワトフォードFCの2006-07FAカップ準決勝の直後に放送された。もし試合が延長された場合、エピソードの放送は次週に持ち越されることとなった。当夜の視聴者数は800万人で、タイムシフト視聴者を考慮すると841万人であった。これにより本作はその週の BBC One の番組で2番目、全チャンネルで7番目に視聴された番組となった。「大渋滞」の評価指数は85であった。
日本では2012年1月7日に LaLa TV で放送された。

## 評価
IGNのトラヴィス・フィケットは「大渋滞」を10点満点で8.4と評価し、第3シリーズで最初の優れたエピソードであるとした。特に彼は交通渋滞の風刺やテナントの演技、ドクターの不在をコンパニオンとして補うマーサを称賛した。SFXのイアン・ベリマンは「大渋滞」を5つ星のうち4つ星と評価した。彼は小道具部門の細かな注意、マクラの登場、交通渋滞のコンセプトを称賛したが、ストーリーに数多くの欠陥があるとも感じた。また、彼はマイロ役を演じたトラヴィス・オリバーをぎこちないと感じた。Slant Magazine の批評家ロス・ルーディガーは「あまりに忙しく、そして混沌としていて把握できないので、一見したところではこのエピソードは好きではなかったが、後で見ると物語の背景の質が非常に高いと分かった」とコメントした。また、彼は当初マクラをもっと見たいと願っていた。The Stage のマーク・ライトは「地球最後の日」と「新地球」の舞台を復活させることに好意的で、さらにジェマンとエピソードのビジュアルを称賛した。ただし、彼は結末が人生賛歌であると感じた一方、何故最初の場所でフェイス・オブ・ボーは高速道路の屋根を開かなかったのかというストーリーの欠陥らしきことに気付いた。
DVD Talk のニック・リオンスは本作を「上質なワインだ……年を経るほどに良くなる」と評価し、「エピソードには素晴らしい想像（マクラと高速道路）があるだけでなく、『大渋滞』は『ドクター・フー』の歴史で最も感動的なシーンがある」とコメントした。『ドクター・フー』新シリーズの非公式ガイドブック Who Is the Doctor では、グレアム・バークが「大渋滞」を現実的でない寓話として解釈し、真実を知らない運転者の力強いテーマが本作の強みであるとコメントした。彼は「コメディのセットピースの多い、面白くてペースの速い物語」が有利に働いたとコメントし、マクラの登場は長年のファンを癒すものであるとした。第3シリーズには「ジョン・スミスの恋」/「ファミリーと永遠の命」や「まばたきするな」といった人気のエピソードがあるが、バークは「大渋滞」が第3シリーズの最高のストーリーの最有力候補であると感じた。バークの共著者であるロバート・スミスもまた、本作を新シリーズで最高のエピソードの1つであると呼び、特にテナントとアジェマンの演技を称賛した。トップレス・ロボットは本作を10代目ドクターのエピソードで5番目に良いものであるとした。